# Mutatio libelli
Mutatio libelli (alla lettera: cambiamento del titolo dell'accusa) è una espressione latina molto usata sia nel diritto penale che nel diritto civile. 

## Differenza
In molti ordinamenti giuridici si distingue una emendatio libelli che è una precisazione del titolo dell'accusa o del fondamento della domanda di azione civile, che in genere è ammessa, da una mutatio libelli, cioè un totale cambiamento.

## Diritto processuale civile
Nel diritto civile italiano era da sempre esistito il divieto della mutatio libelli in appello.. Ora è stato introdotto con più rigore anche in primo grado il divieto di proporre domande nuove.
Il Tribunale di Catania con ordinanza del 5 aprile 2002, edita, ha chiarito che nel processo civile:
«La parte più autorevole della letteratura giuridica fonda la distinzione tra le due fattispecie (mutatio ed emendatio) sulla variazione o meno del fatto costitutivo posto a base della domanda, fermi restando i soggetti del rapporto processuale. Invero, si sono affermate nel panorama dottrinale due impostazioni al riguardo. La prima, detta della "individuazione", allo scopo identificativo, richiede "la sola indicazione del fondamento e della ragione dell'azione", ossia l'indicazione del rapporto giuridico affermato dall'attore, con la conseguenza che il mutare dei fatti non comporta mutamento della causa petendi.

La seconda, definita della "sostanziazione", richiede "l'indicazione del fatto costitutivo del diritto che si fa valere". Ciò che rileva, in questo caso, è quindi la "allegazione dei fatti costitutivi, con la conseguenza che il mutare del rapporto giuridico non comporta mutamento della domanda". 

La dottrina più avvertita, tuttavia, ha correlato la possibilità di mutatio alla azionabilità di diritti cosiddetti eterodeterminati e, d'altro canto, la possibilità di emendatio alla tutela di diritti cosiddetti autodeterminati.
Questi ultimi si caratterizzano, come già accennato sopra, per l'incentrarsi della causa petendi non già sul fatto costitutivo, bensì sul fatto lesivo, e per il polarizzarsi dell'azione sostanzialmente nel petitum. Così, l'azione di rivendica del diritto di proprietà su di un bene immobile non muterà le sue caratteristiche in dipendenza del titolo di proprietà dedotto dalla parte, ad esempio usucapione o accessione, essendo il diritto fatto valere, per natura unico e irripetibile (concetto efficacemente cristallizzato nel brocardo latino "res amplius quam semel mea esse non potest") .

Per i diritti eterodeterminati il collegamento col fatto costitutivo rappresenta l'elemento indispensabile per l'identificazione dell'azione: una parte potrebbe, in tesi, essere titolare di diversi rapporti di credito nei confronti della controparte e ciascuno di essi dovrebbe essere individuato in base al titolo, ad esempio mutuo o corrispettivo di forniture e così via. In presenza di diritti autodeterminati, dove quindi il fatto costitutivo è collocato al di fuori del processo identificativo dell'azione, e dove, di conseguenza, la situazione sostanziale dedotta si prospetta come unica e irripetibile, indipendentemente dai fatti storici allegati, l'allegazione di un fatto costitutivo diverso da quello prospettato all'origine della causa, non rappresenta un elemento di novità, ma si attesta nell'ambito della mera modifica della domanda (si pensi alla deduzione successiva di diversi titoli di proprietà, o, come nel caso di specie, di diversi titoli, derivativo - per contratto - e, successivamente, originario - per usucapione - del diritto di servitù).

Che, poi, nell'ambito di un medesimo grado di giudizio, la modifica del titolo di diritti autodeterminati implichi una emendatio lo si comprende ove si tenga presente quanto affermato da autorevole dottrina a proposito del significato dei verbi "precisare" o "modificare" di cui all'ultimo comma dell'art. 183 c.p.c. Si insegna, infatti, che emendare vuol dire non allargare l'oggetto del giudizio e, quindi, non introdurre elementi di novità, ma lasciare invariati gli elementi identificativi dell'azione, ossia petitum e causa petendi, rettificandone solo alcuni aspetti. È proprio ciò che accade per i diritti autodeterminati, per i quali l'allegazione di fatti costitutivi nuovi conduce ad una mera rettifica della causa petendi. Si specifica, infatti, in dottrina, che "la precisazione o modificazione, in quanto resta nell'ambito della emendatio, non implica di regola l'allegazione di fatti nuovi (v. Cass. 4/11/93 n. 10930), ma non senza eccezioni, come nei casi - appunto - di domande cosiddetto autodeterminate".

Essendo, quindi, pacifico in giurisprudenza ritenere che l'allegazione di un fatto costitutivo nuovo di diritti autodeterminati costituisce una mera emendatio della domanda, con la riforma del nuovo codice questa mera modifica della domanda resta sottoposta alle barriere preclusive dall'art. 183 c.p.c., nuovo testo.»
Per la sentenza n°7524/2005 della Corte di Cassazione:
«Si ha "mutatio libelli" quando si avanzi una pretesa obiettivamente diversa da quella originaria, introducendo nel processo un "petitum" diverso e più ampio oppure una "causa petendi" fondata su situazioni giuridiche non prospettate prima e particolarmente su un fatto costitutivo radicalmente differente, di modo che si ponga un nuovo tema d'indagine e si spostino i termini della controversia, con l'effetto di disorientare la difesa della controparte ed alterare il regolare svolgimento del processo; si ha, invece, semplice "emendatio" quando si incida sulla "causa petendi", sicché risulti modificata soltanto l'interpretazione o qualificazione giuridica del fatto costitutivo del diritto, oppure sul "petitum", nel senso di ampliarlo o limitarlo per renderlo più idoneo al concreto ed effettivo soddisfacimento della pretesa fatta valere. »

## Diritto processuale penale
Nei primi anni di vigenza del codice di procedura penale del 1988, "sul presupposto che non fossero prospettabili alternative a queste due opzioni, il giudice per le indagini preliminari presso il tribunale di Verbania aveva sollevato questione di legittimità costituzionale dell'art. 424 c.p.p., appunto nella parte in cui non prevedeva che il giudice potesse all'esito dell'udienza preliminare trasmettere gli atti al pubblico ministero per descrivere il fatto diversamente da come ipotizzato nella richiesta di rinvio a giudizio. La questione è stata dichiarata non fondata da C. cost., 15 marzo 1994, n. 88 (...) in ragione dell'erroneo presupposto su cui si basava"..